# Јастребачки партизански одред
Јастребачки народноослободилачки партизански (НОП) одред формиран је одлуком Окружног комитета КПЈ за нишки округ, на састанку Комитета у Прекадину, 14. фебруара 1942. године. Одред је формиран од 25. до 30. априла 1942. године, реорганизацијом Топличког НОП одреда у време напада 17. бугарске дивизије и неколико одреда четника Косте Пећанца. Имао је три чете (Малојастребачку, Великојастребачку и Блачку) са око 200 бораца. Дејствовао је у ширем рејону планина Велики и Мали Јастребац, Видојевице, Пасјаче. Вршио је честе нападе на окупационе трупе које су обезбеђивале комуникације у долинама Западне Мораве и Топлице, и водио борбе са четницима који су упадали у то подручје. У мају и првој половини јуна 1942. Одред је потпуно онемогућио железнички саобраћај на прузи Ниш-Куршумлија, и озбиљно угрозио саобраћај на прузи Сталаћ-Ниш-Лесковац. За то време уништио је четири окупаторска транспортна воза, демолирао неколико железничких станица, порушио више мањих мостова, и нанео осетне губитке бугарским трупама и четницима. Од 19. до 22. јуна јединице Бугарског окупационог корпуса, недићевци и четници 20000-25000 војника извршили су напад из Блаца, Прокупља, Крушевца и Житковца на Велики и Мали Јастребац, да би уништили Одред и овладали ослобођеном територијом у Топлици. Одред је под борбом успео да се пребаци у позадину непријатеља и усмери своја дејства на железничке пруге Ниш–Сталаћ и Сталаћ-Краљево. Против Јастребачког и Расинског НОП одреда предузета је 10.августа 1942., тзв. Аћимовићева офанзива у којој су учествовале јединице Команде Нишке области Српске државне страже и четници јачине око 4000 војника. Офанзива је трајала скоро месец дана. Деконцентрацијом снага и избегавањем борби с јачим снагама непријатеља, одреди су се пребацили делом на Озрен, а делом на Гоч, да би се крајем септембра поновно вратили на Јастребац. Јединице бугарске 17. и 21. дивизије из Ниша и Прокупља, извршиле су 12. октобра 1942. године напад на Одред на Малом Јастрепцу. Вештим маневром јединице Одреда забациле су се у позадину бугарских јединица и пребациле на планину Пасјачу. Јастребачки НОП одред је 7. фебруара 1943. године ушао у састав 1. Јужно-моравског НОП одреда као његов 3. (Јастребачки) батаљон. На планини Јастребац 21. новембра 1943. године поновно је формиран Јастребачки НОП одред под називом Никодије Стојановић. Имао је три батаљона, од којих су два батаљона и једна чета ушли у састав 3. јужноморавске народноослободилачке бригаде 14. јануара 1944. Од 26. марта 1944. Јастребачки НОП одред је дејствовао под командом Штаба Јуужноморавске зоне. Расформиран је 5. новембра 1944.